# Savakot
Savakoti su jedna od dve podgrupe Ingermanlandijaca (Ingrijskih Finaca), druga su Evremejseti. Savakoti su potomci Savonaca koji su migrirali u Švedsku Igermanlandiju (deo današnje Rusije) iz Savonije.
Prema Peteru Kepenu, sredinom 19. veka bilo je 43.000 Savakota na Karelijskoj prevlaci. Godine 1929. u Lenjingradskoj oblasti je bilo oko 115.000 „Lenjingradskih Finaca”, koji su uključivali kako Savakote takođe i Evermejsete (Äyrämöiset), ali nisu uključivali „Finske Fince” (kojih je bilo oko 13.000). Godine 1929, njihova populacija u gradovima je bila beznačajna. Međutim, stopa njihove pismenosti je bila među najvišim (72%), što se ogledalo i kroz visokosofisticiranu agrikulturu. Zemljoradnja je bila njihova glavna delatnost, dok su obalske populacije bile predominantno ribolovačke i malim delom uključene u obradu drveta. Kasnije samoidentifikovanje Savakota nestaje.

## Za čitanje
- Inkerin suomalaisten historia. Inkeriläisten sivistyssäätiö, Jyväskylä 1969.